# Nectophrynoides wendyae
Nectophrynoides wendyae és una espècie d'amfibi que viu a Tanzània.
Està amenaçada d'extinció per la pèrdua del seu hàbitat natural.